# Dim Kesber
Wladimir „Dim“ Kesber (* 8. Januar 1930 in Den Haag; † 6. Juni 2013 ebenda) war ein niederländischer Musiker des traditionellen Jazz (Klarinette, Sopran-, Alt- und Tenorsaxophon) und Chemiker.

## Wirken
1945 begann Kesper als Klarinettist in einem Quartett mit Wim Kolstee am Klavier. Ein Jahr später holte ihn sein Lehrer Peter Schilperoort in die Dutch Swing College Band, deren Mitglied er zwischen 1946 und 1960 war. Nach Abschluss seines Chemiestudiums an der Universität Delft verließ er die Band, die sich gerade auf ein Ensemble von Berufsmusikern umstellte. Als Chemiker war er zunächst bei Shell, Unilever und Akzo Nobel angestellt, bevor er sein eigenes Unternehmen Chemconserve gründete, war aber nebenberuflich weiterhin als Musiker aktiv. Er gehörte zur Reunion Jazzband, in der er weiterhin mit einigen der gleichfalls aus der Dutch Swing College Band ausgeschiedenen Kollegen spielte. Die Band nahm mehrere Tonträger auf.
Mit seinem Dim Kesber Quartet spielte er 1960 die EP Saxy Dim für Philips ein. 1978 nahm er mit Dim Kesber and Friends ein erstes Album unter eigenem Namen für Polydor auf. Weitere Alben unter eigenem Namen folgten zum 40-jährigen Bühnenjubiläum und mit seinen Augmenters 2008. Mit den Augmenters war er 2007 auch auf Asientournee. Zwischen 1948 und 1995 war Kesber an insgesamt 86 Aufnahmen beteiligt, darunter auch Aufnahmen mit der Dutch Swing College Band und mit der Gruppe JazzGazz.
Kesber spielte zweimal beim The Hague Jazz Festival. 1997 wurde er zum Ritter des Ordens von Oranien-Nassau ernannt. Als Chemiker entwickelte er mit seinem eigenen Unternehmen Patente und beschäftigte sich zuletzt mit dem Recycling von Seltenen Erden. Er starb nach langem Leiden an den Folgen einer Krebserkrankung.

## Diskographische Hinweise
- Dim Kesber and Friends (Polydor 1978, mit Arie Merky, Dick Kaart, Rob Agerbeek bzw. Wim Kolstee, Cees Schrama, Jacques Schols, John Engels)
- Dim Kesber and Friends: Feel the Jazz (1992, mit Klaas Wit, Rob Agerbeek, Dolf del Prado, Martien Beenen)
- The Grove Merchant: 50 Years in Full Swing (Quintessence 1996, mit Louis van Dijk, Jesse van Ruller, Frits Landesbergen, Mrs. Einstein, Jarmo Hoogendijk, Harry Emmery, Ben Schröder, Klaas Wit)
- Dutch Swing College Band with Deep River Quartet • Rosenberg Trio • Dim Kesber • Mrs. Einstein • Oscar Klein • Wim Kolstee • Pim Jacobs & Louis van Dijk • Jaap van Kempen: Swinging Favourites of ’45  (Quintessence 1996)
- Dim Kesber and the Augmenters Mood Ellington (Muziekfabrik 2008)